# Крістіна Піклз
Крістіна Піклз (англ. Christina Pickles; нар. 17 лютого 1935, Галіфакс, Йоркшир, Англія, Велика Британія) — американська акторка британського походження.

## Життєпис
Крістіна Піклз народилася в Галіфаксі, Англія, Велика Британія. Навчалася в Королівській академії драматичного мистецтва.

## Кар'єра
Початок акторської кар'єри відбувся на театральній сцені у 1960-х роках. Першу роль на телебаченні отримала у 1970 році в американській телевізійній мильній опері «Дороговказне світло». У 1974 виконала роль у фільмі жахів «Захоплення». У 1977 році почала грати графиню в романтично-драматичному серіалі «Інший світ» аж до 1979 року. В цей період акторка також знялась у комедії «Поспіши» (1978).
З 1982 року до 1988 року в Піклз була роль у «Сент-Елсвер». Роль медсестри Розенталь у цьому серіалі принесла номінацію на «Еммі» кілька разів. У 1987 вийшов фантастичний бойовик з Дольфом Лундгреном і Кортні Кокс «Володарі Всесвіту», у Крістіни Піклз була роль Чарівниці із замку Грейскал. Протягом усіх сезонів серіалу «Друзі» акторка виконувала роль матері Росса та Моніки.
У стрічці Едварда Цвіка «Легенди осені» акторка виконала роль Ізабель Ладлоу, а у романтичній драмі База Лурманна «Ромео+Джульєта» Піклз зіграла Каролін Монтеккі. У комедії 1998 «Співак на весіллі» з Адамом Сендлером та Дрю Беррімор у головних ролях, Піклз виконала роль другого плану Енжи Салліван. У 1999—2000 роках акторка виконувала одну із головних ролей у серіалі «Будь собою».
У 2015 році Піклз виконувала головну роль Біз у телесеріалі «Зламати стегно». Наступного року з'явилась у телефільмі «Пілот».

## Фільмографія

### Фільми
| Рік  | Назва                                        | Оригінальна назва                             | Роль                        | Примітки        |
| ---- | -------------------------------------------- | --------------------------------------------- | --------------------------- | --------------- |
| 1974 | «Захоплення»                                 | Seizure                                       | Ніколь Блекстоун            |                 |
| 1978 | «Поспіши»                                    | Rush It                                       | Ів                          |                 |
| 1984 | «У тиші нічній»                              | It Came Upon the Midnight Clear               | Кріс                        |                 |
| 1987 | «Володарі Всесвіту»                          | Masters of the Universe                       | Чарівниця із замку Грейскал |                 |
| 1989 | «Захоплення „Акілле Лауро“»                  | The Hijacking of the Achille Lauro            | Шарлотта                    | телефільм       |
| 1992 | «Кошмар серед білого дня»                    | Nightmare in the Daylight                     | Сара Дженнер                | телефільм       |
| 1993 | «Поворот ножа»                               | A Twist of the Knife                          | Мерелін Кебот               | телефільм       |
| 1994 | «Помста дурнів 4: Закохані дурні»            | Revenge of the Nerds IV: Nerds in Love        | Тіппі                       |                 |
| 1994 | «Легенди осені»                              | Legends of the Fall                           | Ізабель Ладлов              |                 |
| 1996 | «Втіха серця мого»                           | Grace of My Heart                             | місіс Бакстон               |                 |
| 1996 | «Ромео+Джульєта»                             | Romeo + Juliet                                | Керолайн Монтеккі           |                 |
| 1996 | «Легких шляхів немає»                        | No Easy Way                                   | місіс Лівінгстон            |                 |
| 1997 | «Зброя масового ураження»                    | Weapons of Mass Distraction                   | міс Фріда                   | телефільм       |
| 1997 | «Земля до початку часів 5: Таємничий острів» | The Land Before Time V: The Mysterious Island | Елсі                        | озвучення       |
| 1998 | «Співак на весіллі»                          | The Wedding Singer                            | Енжи Салліван               |                 |
| 1998 | «У понеділок після чуда»                     | Monday After the Miracle                      | Кейт Келлер                 |                 |
| 1998 |                                              | Murder She Purred: A Mrs. Murphy Mystery      | Мім                         | телефільм       |
| 1999 | «Валері Флейк»                               | Valerie Flake                                 | Мег Дарнелл                 |                 |
| 1999 |                                              | Poseidon's Fury: Escape from the Lost City    | богиня                      | короткометражка |
| 2002 | «Янголи тут не живуть»                       | Angels Don't Sleep Here                       | Анжела Портер               |                 |
| 2003 | «Кохання змінює все»                         | Sol Goode                                     | мама Сола                   |                 |
| 2003 | «Джордж з джунглів 2»                        | George of the Jungle 2                        | Біатріс Стенхоуп            |                 |
| 2007 | «Сімейні канікули»                           | The Family Holiday                            | місіс Пендергаст            |                 |
| 2008 |                                              | Collectibles                                  | оповідачка                  |                 |
| 2008 | «Іммігранти»                                 | Immigrants                                    | Гаррієт                     | озвучення       |
| 2009 |                                              | Flower Girl                                   | Єванжеліна Волкер           |                 |
| 2011 | «Атлант розправив плечі: частина 1»          | Atlas Shrugged: Part I                        | Рірден                      |                 |
| 2013 | «Життя в Лисячій норі»                       | Live at the Foxes Den                         | місіс Даксворт              |                 |
| 2014 |                                              | Wild & Precious                               | Бі                          | короткометражка |
| 2016 | «Пілот»                                      | Pilot                                         | Астрід Монро                | телефільм       |

### Серіали
| Рік       | Назва                             | Оригінальна назва             | Роль                | Примітки             |
| --------- | --------------------------------- | ----------------------------- | ------------------- | -------------------- |
| 1970-1972 | «Дороговказне світло»             | The Guiding Light             | Лінелл Конвей       | 8 епізодів           |
| 1977      | «Цілі Андроса»                    | The Andros Targets            | місіс Фуллер        | 1 епізод             |
| 1977-1979 | «Інший світ»                      | Another World                 | графиня             | 48 епізодів          |
| 1981      | «Біла тінь»                       | The White Shadow              | вчителька           | 1 епізод             |
| 1982      | «Лу Ґрант»                        | Lou Grant                     | Ельза               | 1 епізод             |
| 1982-1988 | «Сент-Елсвер»                     | St. Elsewhere                 | Гелен Розенталь     | 137 епізодів         |
| 1988      | «Розанна»                         | Roseanne                      | продавчиня          | 1 епізод             |
| 1988      | "Сімейні зв'язки "                | Family Ties                   | Рут Гобарт          | 2 епізоди            |
| 1988      | «Хто тут бос?»                    | Who's the Boss?               | Лора                | 1 епізод             |
| 1989      |                                   | The People Next Door          | Сіссі               | 10 епізодів          |
| 1990      | «Манкузо, ФБР»                    | Mancuso, FBI                  |                     | 1 епізод             |
| 1991      | «Опівнічна спека»                 | In the Heat of the Night      | Ларін Еллкотт       | 1 епізод             |
| 1991      | «Вероніка Клер»                   | Veronica Clare                |                     | 1 епізод             |
| 1992      | Лорі Гілл                         | Laurie Hill                   | Мері                | 2 епізоди            |
| 1992      | «Метлок»                          | Matlock                       | Діана Гантінґтон    | 2 епізоди            |
| 1993      | «Кімната для двох»                | Room for Two                  |                     | 1 епізод             |
| 1994      | «У коханні та на війні»           | Love & War                    | місіс Тінан         | 1 епізод             |
| 1994      | «Сестри»                          | Sisters                       | Діді                | 1 епізод             |
| 1994-2003 | «Друзі»                           | Friends                       | Джуді Геллер        | 19 епізодів          |
| 1995      | «Сібілл»                          | Cybill                        | Бетті               | 1 епізод             |
| 1995      | «Няня»                            | The Nanny                     | медсестра           | 1 епізод             |
| 1995      | «Вона написала вбивство»          | Murder, She Wrote             | Сьюзен МакГрегор    | 1 епізод             |
| 1996      | «Діагноз: Убивство»               | Diagnosis Murder              | Бі Майклз           | 1 епізод             |
| 1996-1998 | «Шовкові сітки»                   | Silk Stalkings                | Евелін              | 2 епізоди            |
| 1997      | «Дотик янгола»                    | Touched by an Angel           | Стефані Генкок      | 1 епізод             |
| 1998      | «Імітатор»                        | The Pretender                 | роботодавиця        | 1 епізод             |
| 1998      | «Нас п'ятеро»                     | Party of Five                 | Барбара             | 1 епізод             |
| 1998      | «Дивовижний світ Діснея»          | The Wonderful World of Disney | Мім                 | 1 епізод             |
| 1998-2000 | «Військово-юридична служба»       | JAG                           | Тріш Барнетт        | 3 епізоди            |
| 1999-2000 | «Будь собою»                      | Get Real                      | Елізабет Паркер     | 22 епізоди           |
| 2000      | «Дика сімейка Торнберрі»          | The Wild Thornberrys          | Малі                | озвучення; 2 епізоди |
| 2000      |                                   | Tucker                        | бабуся              | 1 епізод             |
| 2002      | «Як говорить Джинджер»            | As Told by Ginger             | учителька малювання | озвучення; 1 епізод  |
| 2003      | «Міцна мережа»                    | Dragnet                       | Гелена Роземонт     | 1 епізод             |
| 2004      | «Дивізіон»                        | The Division                  | Флоренс Гейліс      | 1 епізод             |
| 2004      | «Батько прайда»                   | Father of the Pride           | Барбара Волтерс     | озвучення; 1 епізод  |
| 2006      | «Медіум»                          | Medium                        | місіс Волкер        | 1 епізод             |
| 2009      | «Розпещені»                       | Privileged                    | місіс Беннінгтон    | 1 епізод             |
| 2009-2011 | «Як я познайомився з вашою мамою» | How I Met Your Mother         | Ріта                | 2 епізоди            |
| 2011      | «У 35 — на пенсію»                | Retired at 35                 | Джуді               | 1 епізод             |
| 2011      | «Секс по дружбі»                  | Friends with Benefits         | Гейзел              | 1 епізод             |
| 2012      | «Дитяча лікарня»                  | Childrens Hospital            | мама                | 1 епізод             |
| 2014      | «Путівник по сімейному житті»     | Growing Up Fisher             | Ла Кроікс           | 1 епізод             |
| 2014      | «Раш»                             | Rush                          | місіс Атчісон       | 1 епізод             |
| 2015      | «Зламати стегно»                  | Break a Hip                   | Біз                 | 16 епізодів          |
| 2016      | «Белла та бульдоги»               | Bella and the Bulldogs        | Доріс Меккена       | 1 епізод             |
| 2017      |                                   | Doubt                         | Гейл Майерс         |                      |
| 2021      | «Друзі: Возз'єднання»             | Friends: The Reunion          | у ролі самої себе   | Спеціальний епізод   |